# Popovce (Leposavić)
Pour l’article homonyme, voir Popovce.
Popovce en serbe latin et Popoc en albanais (en serbe cyrillique : Поповце) est une localité du Kosovo située dans la commune/municipalité de Leposavić/Leposaviq, district de Mitrovicë/Kosovska Mitrovica. Selon des estimations de 2009 comptabilisées pour le recensement kosovar de 2011, elle compte 143 habitants, dont une majorité de Serbes.

## Géographie
Popovce/Popoc est situé à 4 km au sud-ouest de Leposavić/Leposaviq, sur les bords de la rivière Jošanička reka, un affluent gauche de l'Ibar. Le village fait partie de la communauté locale de Leposavić/Leposaviq.

## Démographie

### Évolution historique de la population dans la localité
| 1948 | 1953 | 1961 | 1971 | 1981 | 1991 | 2009 |
| ---- | ---- | ---- | ---- | ---- | ---- | ---- |
| 98   | 91   | 81   | 88   | 82   | 62   | 143  |

|  |